# Schauen
Schauen là một đô thị ở huyện Harz, bang Sachsen-Anhalt, Đức. Đô thị Schauen có diện tích 11,01 km², dân số thời điểm ngày 31 tháng 12 năm 2006 là 501 người.